# بحيرة أكوكوشا
بحيرة أكوكوشا هي بحيرة في بيرو تقع في إقليم جونين، مقاطعة ياولي، منطقة ماركابوماكوشا.